# Szent Domonkos-emlékoszlop
A Szent Domonkos-emlékoszlop Nápoly történelmi központjában, a Piazza San Domenico Maggiorén, a tér nevét adó templom előtt áll.
Az obeliszk egyike Nápoly három emlékoszlopának, amelyet a pestisjárvány alatt tett fogadalmaknak megfelelően emeltek. Az oszlop építése rögtön a pestis elmúlása után, 1656-ben megkezdődött, de 1680-ban, amikor az obeliszk mai méretének felénél tartottak, felfüggesztették a munkálatokat. Az építményt csak 1737-ben, VII. Károly, a város első Bourbon-királyának uralkodása alatt fejezték be.
Az oszlop Cosimo Fanzago, a Szent Márton-kolostor építésze, Francesco Antonio Picchiati és Domenico Antonio Vaccaro tervei alapján készült, tetején Guzmán Szent Domonkos szobra áll.